# First Division 1910/1911
Dvacátý třetí ročník First Division (1. anglické fotbalové ligy) se konal od 1. září 1910 do 29. dubna 1911.
Sezonu vyhrál podruhé ve své klubové historii Manchester United. Nejlepším střelcem se stal hráč Newcastlu Albert Shepherd, který vstřelil 25 branek.